# Circonscription électorale du Guipuscoa
Ne doit pas être confondu avec Circonscription autonomique de Guipuscoa.
La circonscription électorale de Guipuscoa est l'une des cinquante-deux circonscriptions électorales espagnoles utilisées comme divisions électorales pour les élections générales espagnoles.
Elle correspond géographiquement à la province du Guipuscoa.

## Historique
Elle est instaurée en 1977 par la loi pour la réforme politique puis confirmée avec la promulgation de la Constitution espagnole qui précise à l'article 68 alinéa 2 que chaque province constitue une circonscription électorale.

## Congrès des députés

### Synthèse
|          |       | 1977 | 1979 | 1982 | 1986 | 1989 | 1993 | 1996 | 2000 | 2004 | 2008 | 2011 | 2015 | 2016 | 04/19 | 11/19 | 2023 |
| -------- | ----- | ---- | ---- | ---- | ---- | ---- | ---- | ---- | ---- | ---- | ---- | ---- | ---- | ---- | ----- | ----- | ---- |
| UCD      |       |      | 1    |      |      |      |      |      |      |      |      |      |      |      |       |       |      |
| HB       |       |      | 1    | 1    | 2    | 2    | 1    | 1    |      |      |      |      |      |      |       |       |      |
| EE       |       | 1    | 1    | 1    | 1    | 1    |      |      |      |      |      |      |      |      |       |       |      |
| EA       |       |      |      |      |      | 1    | 1    | 1    | 1    | 1    |      |      |      |      |       |       |      |
| PP       |       |      |      |      |      |      | 1    | 1    | 2    | 1    | 1    | 1    |      |      |       |       |      |
| PSOE     |       | 3    | 2    | 2    | 2    | 2    | 2    | 2    | 1    | 2    | 3    | 1    | 1    | 1    | 1     | 1     | 2    |
| PNV      |       | 3    | 2    | 3    | 2    | 1    | 1    | 1    | 2    | 2    | 2    | 1    | 2    | 2    | 2     | 2     | 2    |
| Amaiur   |       |      |      |      |      |      |      |      |      |      |      | 3    |      |      |       |       |      |
| EH Bildu |       |      |      |      |      |      |      |      |      |      |      |      | 1    | 1    | 2     | 2     | 2    |
| Podemos  |       |      |      |      |      |      |      |      |      |      |      |      | 2    | 2    | 1     | 1     |      |
|          |       |      |      |      |      |      |      |      |      |      |      |      |      |      |       |       |      |
| Total    | Total | 7    | 7    | 7    | 7    | 7    | 6    | 6    | 6    | 6    | 6    | 6    | 6    | 6    | 6     | 6     | 6    |

### 1977
| Parti | Parti | Députés                                                                  |
| ----- | ----- | ------------------------------------------------------------------------ |
| PNV   |       | Xabier Arzálluz Antía, Gerardo Bujanda Sarasola, Andoni Monforte Arregui |
| PSOE  |       | Carlos Corcuera Orbegozo, José Antonio Maturana Plaza, Enrique Múgica    |
| EE    |       | Francisco Letamendía Belzunce                                            |

- Francisco Letamendía Belzunce est remplacé en novembre 1978 par Francisco Javier Iturrioz Herrero.

### 1979
| Parti | Parti | Députés                                        |
| ----- | ----- | ---------------------------------------------- |
| PNV   |       | Xabier Arzálluz Antía, Andoni Monforte Arregui |
| PSOE  |       | José Antonio Maturana Plaza, Enrique Múgica    |
| UCD   |       | Marcelino Oreja                                |
| HB    |       | Telesforo de Monzón y Ortiz de Urruela         |
| EE    |       | Juan María Bandrés Molet                       |

- Xabier Arzálluz Antía est remplacé en février 1980 par Gerardo Bujanda Sarasola.
- José Antonio Maturana Plaza est remplacé en avril 1980 par Carlos Corcuera Orbegozo.
- Telesforo de Monzón y Ortiz de Urruela est remplacé en mars 1980 par Antonio María Ibarguren Jáuregui.
- Marcelino Oreja est remplacé en novembre 1980 par Jaime Mayor Oreja.

### 1982
| Parti | Parti | Députés                                                                          |
| ----- | ----- | -------------------------------------------------------------------------------- |
| PNV   |       | Ignacio María Echeberría Monteberría, Andoni Monforte Arregui, Ángel Olarte Lasa |
| PSOE  |       | Ángel García Ronda, Enrique Múgica                                               |
| HB    |       | Ignacio Esnaola Etcheberry                                                       |
| EE    |       | Juan María Bandrés Molet                                                         |

### 1986
| Parti | Parti | Députés                                               |
| ----- | ----- | ----------------------------------------------------- |
| PNV   |       | Joseba Azkárraga Rodero, Ignacio María Olivero Albisu |
| PSOE  |       | Ángel García Ronda, Enrique Múgica                    |
| HB    |       | Ignacio Esnaola Etcheberry, Itziar Aizpurua*          |
| EE    |       | Juan María Bandrés Molet                              |

- Juan María Bandrés Molet est remplacé en juillet 1989 par Carlos Sanz Díez de Ure.

- Les députés de Herri Batasuna ne prennent pas possession.

### 1989
| Parti | Parti | Députés                                     |
| ----- | ----- | ------------------------------------------- |
| PSOE  |       | Enrique Múgica, Ángel García Ronda          |
| HB    |       | Ignacio Esnaola Etcheberry, Itziar Aizpurua |
| PNV   |       | Antonio Marquet Artola                      |
| EE    |       | Koro Garmendia Galbete                      |
| EA    |       | Ignacio María Oliveri Albisu                |

- Ignacio María Oliveri Albisu est remplacé en février 1991 par María Esther Larrañaga Galdós.
- Antonio Marquet Artola est remplacé en février 1992 par Joxe Joan González de Txabarri Miranda.
- Ignacio Esnaola Etcheberry est remplacé en octobre 1990 par Rafael Díez Usabiaga.

### 1993
| Parti | Parti | Députés                                |
| ----- | ----- | -------------------------------------- |
| PSOE  |       | Enrique Múgica, Ángel García Ronda     |
| PNV   |       | Joxe Joan González de Txabarri Miranda |
| PP    |       | José Eugenio Azpiroz                   |
| HB    |       | Rafael Díez Usabiaga                   |
| EA    |       | Xabier Albistur Marín                  |

### 1996
| Parti | Parti | Députés                                     |
| ----- | ----- | ------------------------------------------- |
| PSOE  |       | Enrique Múgica, Elvira Cortajarena Iturrioz |
| PNV   |       | Joxe Joan González de Txabarri Miranda      |
| PP    |       | José Eugenio Azpiroz                        |
| HB    |       | María Jesús Arostegi Beraza*                |
| EA    |       | Begoña Lasagabaster Olazábal                |

- Les députés de Herri Batasuna ne prennent pas possession.

### 2000
| Parti | Parti | Députés                                                     |
| ----- | ----- | ----------------------------------------------------------- |
| PNV   |       | Joxe Joan González de Txabarri Miranda, Iñaki Txueka Isasti |
| PP    |       | Gustavo de Arístegui, José Eugenio Azpiroz                  |
| PSOE  |       | Enrique Múgica                                              |
| EA    |       | Begoña Lasagabaster Olazábal                                |

- Enrique Múgica est remplacé en juin 2000 par Elvira Cortajarena Iturrioz.
- Joxe Joan González de Txabarri Miranda est remplacé en septembre 2003 par Jon Jáuregui Bereziartua.

### 2004
| Parti | Parti | Députés                                             |
| ----- | ----- | --------------------------------------------------- |
| PNV   |       | José Ramón Beloki, Iñaki Txueka Isasti              |
| PSOE  |       | Elvira Cortajarena Iturrioz, Manuel Huertas Vicente |
| PP    |       | José Eugenio Azpiroz                                |
| EA    |       | Begoña Lasagabaster Olazábal                        |

### 2008
| Parti | Parti | Députés                                                                             |
| ----- | ----- | ----------------------------------------------------------------------------------- |
| PSOE  |       | Miguel Ángel Buen Lacambra, Elvira Cortajarena Iturrioz, Ernesto José Gasco Gonzalo |
| PNV   |       | José Ramón Beloki, Joseba Agirretxea                                                |
| PP    |       | José Eugenio Azpiroz                                                                |

- Ernesto Gasco (PSOE) est remplacé en mai 2009 par María Arritokieta Marañón Basarte.
- Miguel Ángel Buen (PSOE) est remplacé en juin 2009 par Fernando Boada González.
- Elvira Cortajarena (PSOE) est remplacée en juin 2009 par María del Carmen Juana Achutegui Basagoiti.

### 2011
| Parti  | Parti | Députés                                                                                   |
| ------ | ----- | ----------------------------------------------------------------------------------------- |
| Amaiur |       | Maite Ariztegui Larrañaga, Rafael Larreina Valderrama, Xabier Mikel Errekondo Saltsamendi |
| PNV    |       | Arantza Tapia Otaegi                                                                      |
| PSOE   |       | Odón Elorza                                                                               |
| PP     |       | José Eugenio Azpiroz                                                                      |

- Arantza Tapia est remplacée en décembre 2012 par Joseba Agirretxea.

### 2015
| Parti    | Parti | Députés                              |
| -------- | ----- | ------------------------------------ |
| Podemos  |       | Nagua Alba, Fernando Iglesias García |
| PNV      |       | Joseba Agirretxea, Íñigo Barandiaran |
| EH Bildu |       | Marian Beitialarrangoitia            |
| PSOE     |       | Odón Elorza                          |

### 2016
| Parti    | Parti | Députés                               |
| -------- | ----- | ------------------------------------- |
| UP       |       | Nagua Alba, María Isabel Salud Areste |
| PNV      |       | Joseba Agirretxea, Íñigo Barandiaran  |
| EH Bildu |       | Marian Beitialarrangoitia             |
| PSOE     |       | Odón Elorza                           |

### Avril 2019
| Parti    | Parti | Députés                                       |
| -------- | ----- | --------------------------------------------- |
| PNV      |       | Joseba Agirretxea, Íñigo Barandiaran          |
| EH Bildu |       | Mertxe Aizpurua Arzallus, Jon Iñarritu Garcia |
| PSOE     |       | Odón Elorza                                   |
| UP       |       | Pilar Garrido Gutiérrez                       |

### Novembre 2019
| Parti    | Parti | Députés                                       |
| -------- | ----- | --------------------------------------------- |
| PNV      |       | Joseba Agirretxea, Íñigo Barandiaran          |
| EH Bildu |       | Mertxe Aizpurua Arzallus, Jon Iñarritu Garcia |
| PSOE     |       | Odón Elorza                                   |
| UP       |       | Pilar Garrido Gutiérrez                       |

- Odón Elorza (PSOE) est remplacé en février 2023 par María Luisa del Pilar García Gurruchaga.

### 2023
| Parti    | Parti | Députés                                                      |
| -------- | ----- | ------------------------------------------------------------ |
| EH Bildu |       | Mertxe Aizpurua Arzallus, Jon Iñarritu Garcia                |
| PSOE     |       | Rafaela Romero Pozo, María Luisa del Pilar García Gurruchaga |
| PNV      |       | María Isabel Vaquero Montero, Joseba Agirretxea              |

## Sénat

### Synthèse
|          |       | 1977 | 1979 | 1982 | 1986 | 1989 | 1993 | 1996 | 2000 | 2004 | 2008 | 2011 | 2015 | 2016 | 04/19 | 11/19 | 2023 |
| -------- | ----- | ---- | ---- | ---- | ---- | ---- | ---- | ---- | ---- | ---- | ---- | ---- | ---- | ---- | ----- | ----- | ---- |
| HB       |       |      | 1    |      | 1    | 3    | 1    |      |      |      |      |      |      |      |       |       |      |
| PNV      |       | 3    | 3    | 3    | 3    |      |      | 1    | 3    | 3    | 1    | 1    | 3    | 2    | 3     | 3     | 1    |
| PSOE     |       | 1    |      | 1    |      | 1    | 3    | 3    |      | 1    | 3    |      |      |      |       |       |      |
| PP       |       |      |      |      |      |      |      |      | 1    |      |      |      |      |      |       |       |      |
| Amaiur   |       |      |      |      |      |      |      |      |      |      |      | 3    |      |      |       |       |      |
| Podemos  |       |      |      |      |      |      |      |      |      |      |      |      | 1    | 2    |       |       |      |
| EH Bildu |       |      |      |      |      |      |      |      |      |      |      |      |      |      | 1     | 1     | 3    |
|          |       |      |      |      |      |      |      |      |      |      |      |      |      |      |       |       |      |
| Total    | Total | 4    | 4    | 4    | 4    | 4    | 4    | 4    | 4    | 4    | 4    | 4    | 4    | 4    | 4     | 4     | 4    |

### 1977
| Parti | Parti | Sénateurs                                                                               |
| ----- | ----- | --------------------------------------------------------------------------------------- |
| PNV   |       | Juan María Bandrés Molet, Gregorio Javier Monreal Zia, Federico Zabala Alcíbar-Jáuregui |
| PSOE  |       | Enrique Iparraguirre García                                                             |

### 1979
| Parti | Parti | Sénateurs                                                                              |
| ----- | ----- | -------------------------------------------------------------------------------------- |
| PNV   |       | Joseba Elósegui Odriozola, José Luis Iriarte Errazti, Federico Zabala Alcíbar-Jáuregui |
| HB    |       | Miguel Castells Arteche                                                                |

### 1982
| Parti | Parti | Sénateurs                                                                           |
| ----- | ----- | ----------------------------------------------------------------------------------- |
| PNV   |       | Joseba Elósegui Odriozola, Francisco Pozueta Mate, Federico Zabala Alcíbar-Jáuregui |
| PSOE  |       | Carlos Corcuera Orbegozo                                                            |

### 1986
| Parti | Parti | Sénateurs                                                               |
| ----- | ----- | ----------------------------------------------------------------------- |
| PNV   |       | Javier Aizarna Azula, Joseba Elósegui Odriozola, Francisco Pozueta Mate |
| HB    |       | José Luis Álvarez Emparanza                                             |

- Le sénateur de Herri Batasuna ne prend pas possession.

### 1989
| Parti | Parti | Sénateurs                                                                           |
| ----- | ----- | ----------------------------------------------------------------------------------- |
| HB    |       | José Luis Álvarez Emparanza, José Luis Elkoro Unamuno, Francisco Ignacio Iruín Sanz |
| PSOE  |       | Aurora Bascarán Martínez                                                            |

- José Luis Álvarez Emparanza est remplacé en mai 1992 par Genoveva Forrest Tarrat.

### 1993
| Parti | Parti | Sénateurs                                                                    |
| ----- | ----- | ---------------------------------------------------------------------------- |
| PSOE  |       | Mario Onaindía Nachiondo, Ana María Urchueguia Asensio, Gemma Zabaleta Areta |
| HB    |       | José Luis Elkoro Unamuno                                                     |

### 1996
| Parti | Parti | Sénateurs                                                                    |
| ----- | ----- | ---------------------------------------------------------------------------- |
| PSOE  |       | Mario Onaindía Nachiondo, Ana Isabel Oyarzabal Uriarte, Coral Rodríguez Fouz |
| PNV   |       | Francisco Xabier Albistur Marin                                              |

### 2000
| Parti | Parti | Sénateurs                                                                                     |
| ----- | ----- | --------------------------------------------------------------------------------------------- |
| PNV   |       | Francisco Xabier Albistur Marin, Elena Etxegoyen Gaztelumendi, José Ignacio Liceaga Sagarzuza |
| PP    |       | Gonzalo Quiroga Churruga                                                                      |

- José Ignacio Liceaga Sagarzazu est remplacé en novembre 2001 par Jokin Bildarratz.

### 2004
| Parti | Parti | Sénateurs                                                                         |
| ----- | ----- | --------------------------------------------------------------------------------- |
| PNV   |       | Francisco Xabier Albistur Marin, Víctor Bravo Durán, Elena Etxegoyen Gaztelumendi |
| PSOE  |       | Francisco Buen Lacambra                                                           |

- Víctor Bravo Durán est remplacé en mai 2007 par Ramón María Azurza Aristeguieta.

### 2008
| Parti | Parti | Sénateurs                                                               |
| ----- | ----- | ----------------------------------------------------------------------- |
| PSOE  |       | Francisco Buen Lacambra, Izaskun Gómez Cermeño, José Luis Vallés Molero |
| PNV   |       | Miren Lore Leanizbarrutia de Bizkarralegorra                            |

- Francisco Buen (PSOE) est remplacé en mai 2009 par José Antonio Pérez Gabarain.

### 2011
| Parti  | Parti | Sénateurs                                                                   |
| ------ | ----- | --------------------------------------------------------------------------- |
| Amaiur |       | Urko Aiartza Azurtza, Amalur Mendizabal Azurmendi, Alberto Unamunzaga Osoro |
| PNV    |       | Miren Lore Leanizbarrutia de Bizkarralegorra                                |

- Miren Lore Leanizbarrutia de Bizkarralegorra est remplacée en mai 2013 par María Eugenia Iparragirre.

### 2015
| Parti   | Parti | Sénateurs                                                                         |
| ------- | ----- | --------------------------------------------------------------------------------- |
| PNV     |       | María Eugenia Iparragirre, Victoriano Gallastegui Altube, Imanol Querejeta Ayerdi |
| Podemos |       | José Ramón Arrieta Arrieta                                                        |

### 2016
| Parti   | Parti | Sénateurs                                                |
| ------- | ----- | -------------------------------------------------------- |
| PNV     |       | María Eugenia Iparragirre, Victoriano Gallastegui Altube |
| Podemos |       | José Ramón Arrieta Arrieta, Pilar Garrido Gutiérrez      |

### Avril 2019
| Parti    | Parti | Sénateurs                                                                                          |
| -------- | ----- | -------------------------------------------------------------------------------------------------- |
| PNV      |       | María Isabel Vaquero Montero, María Mercedes Garmendia Bereciartu, Luke Uribe-Etxebarria Apalategi |
| EH Bildu |       | Gorka Elejabarrieta Diaz                                                                           |

### Novembre 2019
| Parti    | Parti | Sénateurs                                                                                          |
| -------- | ----- | -------------------------------------------------------------------------------------------------- |
| PNV      |       | María Isabel Vaquero Montero, María Mercedes Garmendia Bereciartu, Luke Uribe-Etxebarria Apalategi |
| EH Bildu |       | Gorka Elejabarrieta Diaz                                                                           |

### 2023
| Parti    | Parti | Sénateurs                                                          |
| -------- | ----- | ------------------------------------------------------------------ |
| EH Bildu |       | Gorka Elejabarrieta Diaz, Olaia Duarte López, Mario Zubiaga Garate |
| PNV      |       | Luke Uribe-Etxebarria Apalategi                                    |